# Lisa Dobriskey
Lisa Jane Dobriskey (Ashford, 23 dicembre 1983) è una mezzofondista britannica.

## Palmarès
| Anno | Manifestazione          | Sede       | Evento       | Risultato  | Prestazione | Note |
| ---- | ----------------------- | ---------- | ------------ | ---------- | ----------- | ---- |
| 2002 | Mondiali juniores       | Kingston   | 1500 m piani | 4ª         | 4'14"72     |      |
| 2006 | Giochi del Commonwealth | Melbourne  | 1500 m piani | Oro        | 4'06"21     |      |
| 2006 | Europei                 | Göteborg   | 1500 m piani | Batteria   | 4'09"47     |      |
| 2007 | Europei indoor          | Birmingham | 3000 m piani | 5ª         | 8'47"25     |      |
| 2007 | Mondiali                | Osaka      | 1500 m piani | Semifinale | 4'08"39     |      |
| 2008 | Mondiali indoor         | Valencia   | 3000 m piani | 10ª        | 8'52"92     |      |
| 2008 | Giochi olimpici         | Pechino    | 1500 m piani | 4ª         | 4'00"10     |      |
| 2009 | Mondiali                | Berlino    | 1500 m piani | Argento    | 4'03"75     |      |
| 2011 | Mondiali                | Taegu      | 1500 m piani | Batteria   | 4'12"70     |      |
| 2012 | Giochi olimpici         | Londra     | 1500 m piani | 6ª         | 4'13"02     |      |